# Lamadeleine-Val-des-Anges
Lamadeleine-Val-des-Anges es una comuna francesa situada en el departamento del Territorio de Belfort, de la región de Borgoña-Franco Condado.
Los habitantes se llaman Modeleinas.

## Geografía
Está ubicada en la extremidad septentrional del departamento, a 15 km al norte de Belfort.

## Demografía
| 29 | 28 | 14 | 14 | 29 | 33 | 35 | 42 |
| Para los censos de 1962 a 1999 la población legal corresponde a la población sin duplicidades (Fuente: INSEE [Consultar]) |    |    |    |    |    |    |    |